# Алимпий (Милорадов)
Али́мпий (в миру Афана́сий Зве́рев, также был известен как Милора́дов или Милорадович; ?, Полтавская губерния — ?, Белая Криница) — старообрядческий инок, святой Русской Православной старообрядческой Церкви.

## Биография
Родился в мещанской семье посада Крылова Полтавской губернии. Принял постриг в старообрядческом Серковском монастыре в Бессарабии, затем перешёл австрийскую границу и стал иноком Белокриницкого монастыря, где и получил фамилию Милорадов, под которой стал известен. По словам противника старообрядцев профессора Н. И. Субботина, «это был весьма ловкий, в высшей степени отважный и смелый человек, горячо преданный расколу».
Вместе с иноком Павлом (Великодворским) участвовал в поиске и приглашении архиерея для создания старообрядческой иерархии (позднее известной как «Белокриницкой»). По словам профессора Субботина, «отдался этому делу всей душой, для него готов был на самые отважные подвиги и под руководством такого рассудительного и дальновидного человека, как инок Павел, мог действительно принести ему большую пользу». Сопровождал инока Павла в его поездках по Австрии, в Москву, на Ближний Восток и в Константинополь. После согласия митрополита Амвросия (Папагеоргопулоса) возглавить старообрядческую Церковь выехал в Белую Криницу, а затем в Россию с тем, чтобы сообщить верующим об этом событии.
В 1848 году участвовал в славянском съезде в Праге — был одним из двух русских участников этого форума; вторым являлся известный анархист Михаил Бакунин.
Подписал Окружное послание от 24 февраля 1862 года.
До конца жизни проживал в Белокриницком монастыре, оставаясь простым иноком. Похоронен на монастырском кладбище (ныне на территории Украины).
В сентябре 2006 года Освященный собор Русской православной старообрядческой церкви, состоявшийся в Белой Кринице, утвердил почитание иноков Павла и Алимпия местночтимыми Святыми, а в 2009 году Освященный Собор вынес решение об общецерковном прославлении в приходах Русской православной старообрядческой церкви:

«1.1. Установить почитание преподобных отцов Павла и Алимпия Белокриницких в приходах Русской Православной Старообрядческой Церкви. 1.2. Установить празднование им в день преставления преподобного Павла 5 мая по ст.»— Освященный собор Русской Православной старообрядческой Церкви
.